# Ibrahim Bey
Ibrahim Bey, nacido en 1735 en Martkopi en el distrito de Gardabani de Georgia, o en Circasia según las fuentes, y muerto en 1817 en Dongola, fue un jefe mameluco y bey egipcio que combatió contra las tropas de Napoleón Bonaparte durante la campaña de Egipto.

## Biografía
El historiador georgiano Alexander Mikaberidze sostiene que a Ibrahim Bey, que nació en la familia de un sacerdote cristiano ortodoxo, le pusieron el nombre de Abram Sinjikashvili (აბრამ სინჯიკაშვილი). Otras autores afirman que era natural de Circasia. Capturado por esclavistas otomanos y vendido en Egipto, se convirtió al Islam y recibió formación mameluca. Fiel a Abu al-Dhahab, Ibrahim, llamado Cheik-el-Beled (jeque del país), medró en la política y logró la libertad. Abu al-Dhahab lo nombró bey y le confió el gobierno de El Cairo en 1776. Tras la muerte de Abu al-Dhahab, se impuso como comandante mameluco, compartiendo y controlando Egipto con su cómplice y enemigo circasiano Murad Bey. Los dos hombres dominaron firmemente el país a pesar de los intentos otomanos de derrocar al régimen mameluco, y lograron sofocar las numerosas revueltas civiles. Oficialmente servían a los kaymakames (gobernadores) de Egipto, pero en realidad detentaban el poder frente a los dignatarios otomanos.

### Batalla de las Pirámides
El 21 de julio de 1798, ante la expedición francesa del general Napoleón Bonaparte, Murad Bey preparó a sus mamelucos para luchar contra las tropas francesas. El bajá de Egipto, Seid-Abou-Beker, que ignoraba los motivos de la invasión francesa, estaba atormentado por el curso de los acontecimientos y se puso de acuerdo con Ibrahim Bey para una negociación. Con este fin, encargó a un comerciante francés de El Cairo que se encontrara con Bonaparte y averiguara sus intenciones. La batalla iniciada por Murad Bey impidió la negociación. Ibrahim, acompañado por 2000 mamelucos, fue testigo de la batalla de las Pirámides y de la derrota de Murad, y se retiró sin intervenir, llevándose sus tesoros y sus esclavos. Se retiró la noche del 21 al 22 de julio a Bilbeis, capital de la provincia de Charkieh, llevándose consigo a Seid-Abou-Beker. Ibrahim Bey se exilió en Bilbeis para esperar el regreso de la caravana proveniente de La Meca y poder contar con el refuerzo de los mamelucos que escoltaban dicha caravana, a fin de ejecutar el plan de ataque concertado con Murad Bey. Ibrahim Bey y el bajá se retiran a Birket el-Haggy. Los emisarios de los jeques se fueron a Guiza, encabezados por el kiaya del bajá, contando con la tolerancia del vencedor. La ciudad esperó con angustia el regreso de los emisarios.

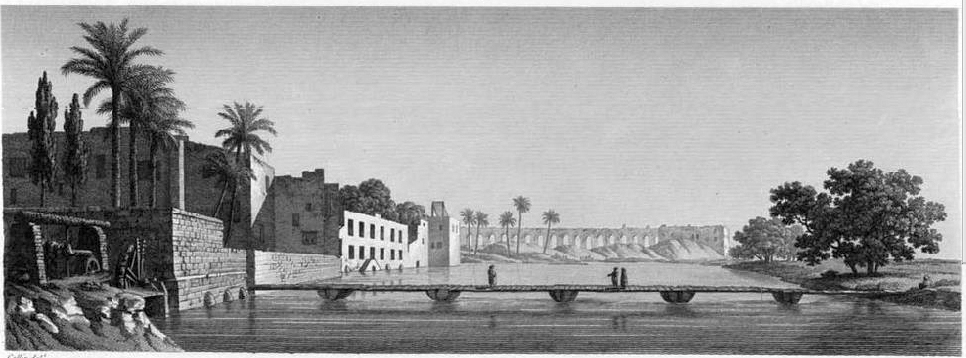
Residencia de Ibrahim Bey, cerca de El Cairo. Dibujo de la Description de l'Égypte.

### Éxodo
El general Kleber, que controlaba la ciudad de Al-Khānkah, y la llegada repentina de las tropas francesas hicieron huir a Ibrahim Bey de la ciudad de Salahieh, acompañado por su retaguardia , compuesta por unos mil mamelucos. Un escuadrón de caballería arremetió contra los mamelucos que se batieron con valor. El tercer regimiento de dragones se lanzó contra los mamelucos, que escaparon al desierto. Ibrahim Bey desplazó a Qatyeh y después en El Arish, antes de llegar a Siria otomana. Destituido por los jefes rivales, huyó a Sudán en 1811 y murió en 1817, en el anonimato y desamparado en Dongola (Sudán).